# Edgmond

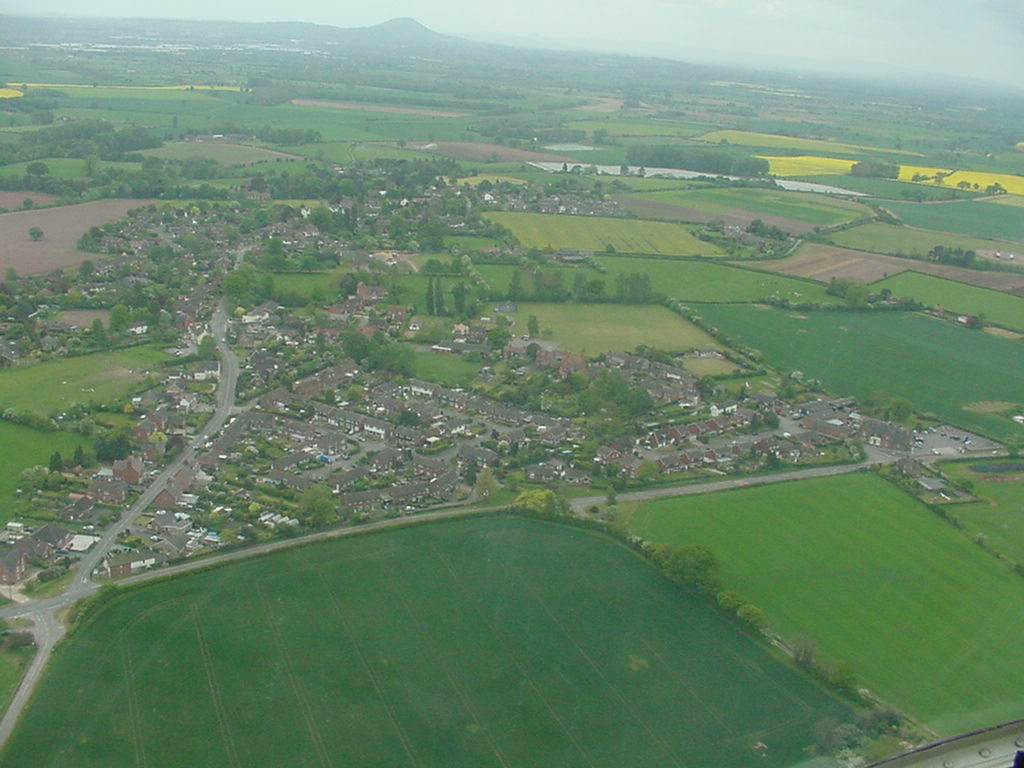
Edgmond desde helicóptero. The Wrekin en el horizonte

Edgmond es una aldea en el municipio de Telford y Wrekin y condado ceremonial de Shropshire, Inglaterra. Se encuentra a 1 milla (1.6 kilómetros) al norte-oeste de la ciudad de Newport.
La población en el censo de 2011 era de 2 062 habitantes.
Harper Adams University está en Edgmond. La universidad cuenta con alojamiento para los estudiantes extranjeros. las principales asignaturas que se imparten están relacionadas con la cadena alimenticia, de la cual se realiza mucha investigación allí. Aquí el 10 de enero de 1982, se registró la temperatura más baja inglesa y se rompió dicho récord, (y se mantiene hasta nuestros días): -26,1 °C (-15,0 °F).
El pueblo cuenta con dos bares (El León y El Cordero), una iglesia anglicana, una capilla y sala Metodista, un Village Hall, y una tienda de pueblo con una oficina de correos que comparte el edificio. La Universidad cuenta con alojamiento en la aldea, donde permanecen muchos estudiantes internacionales. Las principales materias que se imparten en la universidad están relacionados con la cadena alimentaria y mucha de su investigación se lleva a cabo allí.
Hay un campo de recreo llamado simplemente "los campos de juego", donde hay juegos dominicales de cricket, partidos de fútbol, bar y un parque infantil para los niños pequeños. El pueblo también tiene muchas áreas para caminar e ir en bicicleta que incluye un área llamada el "agujero de la roca", una antigua cantera de piedra arenisca de donde se tomó la piedra utilizada para construir la iglesia local [cita requerida].
También es popular el paseo del canal, lo que conduce a la localidad de Newport a lo largo de los viejos canales. Los canales ahora son de uso frecuente para las competiciones de pesca. Ha habido mucha especulación sobre la posibilidad de reabrir la antigua ruta de Shrewsbury y Newport Canal.
Hay una iglesia y la escuela en Edgmond. La iglesia está dedicada a San Pedro y se encuentra en el arcedianato de Salop. La Iglesia pueblo de la escuela primaria de Inglaterra se llama St.Peters. La iglesia tiene un servicio de Iglesia de recorte anual, que presume de ser el servicio más larga recorte ininterrumpida en el país. Rectores anterior de Edgmond incluido Sir Lovelace Stamer (también simultáneamente obispo anglicano de Shrewsbury), desde 1896 hasta 1905, período durante el cual construyó nuevas escuelas para niños de la localidad, organizado unas salas de trabajo del club de los hombres y la lectura, y pagado por un suministro de agua corriente para el pueblo.
Edgmond vez se asoció con la práctica de souling, un posible contribuyente a la práctica de Halloween del truco o trato. La canción popular "Souling Canción del Edgmond Man" fue lanzado por músicos populares John Kirkpatrick y Sue Harris en su álbum de 1976 Entre las muchas atracciones en la Feria será una clase de banda muy alto.

## Costumbres
La iglesia celebra un servicio anual llamado Church Clipping service, que dice ser el servicio más largo e ininterrumpido del país.

## Etimología
El nombre Edgmond viene del anglosajón "edge of marsh", borde de los pantanos; Edgmond Marsh se encuentra al norte de la aldea a 52°46'55"N 02°25'05"W.

## Transporte

### Bus
Servicios que operan en el área de Edgmond, desde 2014:
| Número | Ruta                 | Operator        | Días de operación                           |
| ------ | -------------------- | --------------- | ------------------------------------------- |
| 19     | Newport - Edgmond    | Arriva Midlands | Monday - Friday (excluding public holidays) |
| 519    | Newport - Shrewsbury | Arriva Midlands | Monday - Saturday                           |